# Красноярское (Донецкая область)
Красноярское (укр. Красноярське) — посёлок в Добропольском районе Донецкой области Украины.
Население по переписи 2001 года составляло 814 человек. Почтовый индекс — 85040. Телефонный код — 6277.

## Местный совет
85040, Донецька обл., Доборопільський р-н, с. Світле, вул. Побєди, 28  (укр.)